# Humerana
Genre
Humerana est un genre d'amphibiens de la famille des Ranidae.

## Répartition
Les trois espèces de ce genre se rencontrent dans le nord-est de l'Asie du Sud et en Asie du Sud-Est continentale.

## Liste d'espèces
Selon Amphibian Species of the World (31 mai 2013) :
- Humerana humeralis (Boulenger, 1887)
- Humerana miopus (Boulenger, 1918)
- Humerana oatesii (Boulenger, 1892)

## Publication originale
- Dubois, 1992 : Notes sur la classification des Ranidae (Amphibiens anoures). Bulletin Mensuel de la Société Linnéenne de Lyon, vol. 61, p. 305-352.